# Maspie-Lalonquère-Juillacq
Maspie-Lalonquère-Juillacq é uma comuna francesa na região administrativa da Nova Aquitânia, no departamento dos Pirenéus Atlânticos. Estende-se por uma área de 10,59 km². Em 2010 a comuna tinha 268 habitantes (densidade: 25,3 hab./km²).